# Alophoixus pallidus
Bulbul-pálido ou bulbul-de-poupa-castanha (Alophoixus pallidus) é uma espécie de ave da família Pycnonotidae.
Pode ser encontrada nos seguintes países: Camboja, China, Laos, Myanmar, Tailândia e Vietname.
Os seus habitats naturais são: florestas subtropicais ou tropicais húmidas de baixa altitude.